# 구사쓰 온천

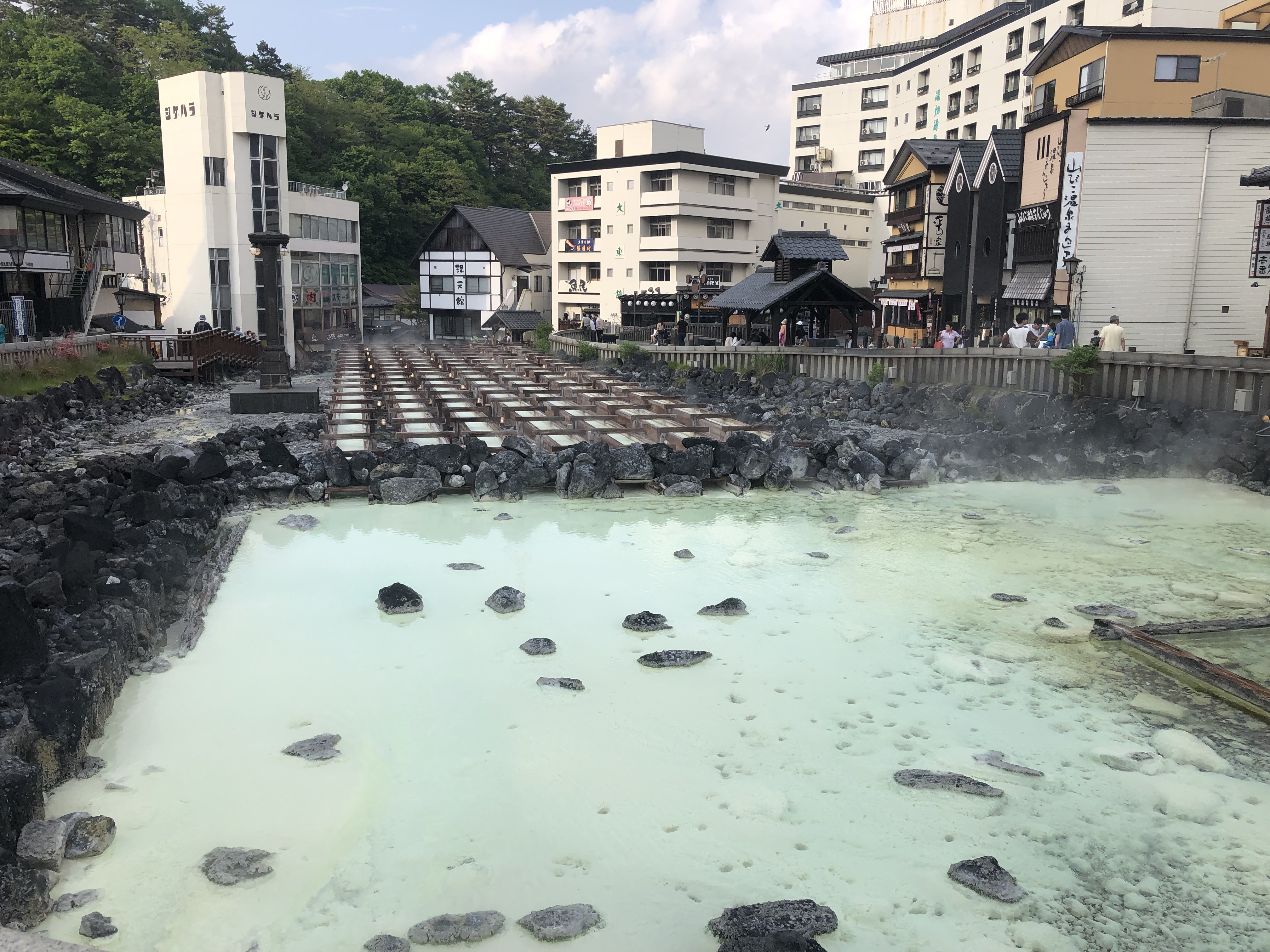
구사쓰 온천

구사쓰 온천(草津温泉 구사쓰온센[*])은 일본 군마현 아가쓰마군 구사쓰정에 있는 온천이다. 구사쓰시라네산 동쪽 기슭에 위치한다. 매분 3만 2300ℓ 이상의 자연 용출량이 나온다. 무로마치 시대에는 반리 슈쿠가 아리마 온천이랑 게로 온천과 함께 삼명천(三名泉)이라고 하였으며, 에도 시대에는 하야시 라잔도 이 세 온천을 천하의 3명천(天下の三名泉)이라고 하였다(일본 3명천).